# Pat Binns
Patrick George „Pat“ Binns (* 8. Oktober 1948 in Weyburn, Saskatchewan) ist ein kanadischer Politiker und Diplomat. Er war von 1996 bis 2007 Premierminister der Provinz Prince Edward Island und während dieser Zeit Vorsitzender der Prince Edward Island Progressive Conservative Party. Seit dem 30. August 2007 ist er Botschafter Kanadas in Irland.
Binns studierte Stadtentwicklung an der University of Alberta und zog 1972 nach Prince Edward Island. 1978 wurde er zum Abgeordneten der Legislativversammlung gewählt und war unter Angus MacLean und James Lee Provinzminister in den Bereichen Industrie, Gemeinden, Fischerei, Umwelt und Arbeit. Von 1984 bis 1988 war er im kanadischen Unterhaus.
1996 wurde Binns zum Vorsitzenden der Progressiven Konservativen gewählt und trat nach den Wahlen am 18. November 1996, bei denen seine Partei 18 von 27 Sitzen gewann, das Amt des Premierministers von Prince Edward Island an und löste Keith Milligan ab. Aufgrund seiner umgänglichen und nicht anmaßenden Art war er sehr populär. Zu seinen politischen Zielen gehörten der Erhalt der ländlichen Strukturen von Prince Edward Island und die Förderung von mittelständischen Unternehmen.
Bei den Wahlen am 17. April 2000 und am 29. September 2003 wurde Binns bestätigt. Am Ende seiner dritten Amtsperiode, mittlerweile war er der dienstälteste Premierminister einer Provinz in Kanada, wollte er eine vierte Amtsperiode anstreben. Binns Partei erlitt jedoch am 28. Mai 2007 eine empfindliche Niederlage. Er selbst konnte seinen Wahlkreis halten, musste aber das Amt des Premierministers an Robert Ghiz von der Prince Edward Island Liberal Party abtreten. Nach der Ernennung zum Botschafter trat Binns als Abgeordneter und Parteivorsitzender zurück.